# Rudy Rogiers
Rudy Rogiers (Wetteren, 17 febbraio 1961) è un ex ciclista su strada belga, professionista dal 1983 al 1992.
Tra i dilettanti nel 1981 fu medaglia d'argento individuale ai Campionati del mondo di Praga. Passato professionista nel 1983 con la Jacky Aernoudt Meubelen, ebbe la sua grande occasione alla Parigi-Roubaix 1984 quando venne battuto in una volata a due dall'irlandese Sean Kelly. Nel 1986 vinse una frazione alla Quatre Jours de Dunkerque.

## Palmarès
- 1980 (Dilettanti, una vittoria)

3 tappa Tour de la Province de Luxembourg (Bouillon > Arlon)
- 1982 (Dilettanti, cinque vittorie)

Paris-Roubaix Espoirs
Erpe-Mere
Kalken
Classifica generale Giro del Belgio dilettanti
3ª tappa, 2ª semitappa Tour du Hainaut occidental (Péruwelz > Bailleul)
- 1986 (Hitachi, una vittoria)

2ª tappa Quatre Jours de Dunkerque (Dunkerque > Denain)

### Altri successi
- 1982 (Jacky Aernoudt, una vittoria)

Kermesse di Petegem-aan-de-Leie

## Piazzamenti

### Classiche monumento
- Giro d'Italia

1992: 123º
- Tour de France

1983: 67º
1984: fuori tempo massimo (alla 18ª tappa)
1985: 80º
1986: 104º
- Vuelta a España

1990: 104º
- Milano-Sanremo

1983: 34º
1985: 87º
1992: 94º
- Giro delle Fiandre

1984: 9º
1985: 12º
1988: 72º
1991: 74º
- Parigi-Roubaix

1984: 2º
1988: 14º
1990: 31º
1992: 41º
- Liegi-Bastogne-Liegi

1985: 85º
1990: 110º

### Competizioni mondiali
- Campionati del mondo

Praga 1981 - In linea Dilettanti: 2º
Praga 1981 - Cronosquadre: 9º
Goodwood 1982 - In linea Dilettanti: 26º
Goodwood 1982 - Cronosquadre: 5º
Barcellona 1984 - In linea Professionisti: ritirato